# Nikkel-58
Nikkel-58 of 58Ni is een stabiele isotoop van nikkel, een overgangsmetaal. Het is een van de vijf stabiele isotopen van het element, naast nikkel-60, nikkel-61, nikkel-62 en nikkel-64. De abundantie op Aarde bedraagt 68,0769%. De isotoop wordt ervan verdacht via een dubbel bètaverval te vervallen tot de stabiele isotoop ijzer-58. De vervalenergie bedraagt −118,68 keV. Nikkel-58 heeft een halfwaardetijd van meer dan 700 triljoen jaar en kan dus de facto als stabiel worden beschouwd. Dit omdat de halfwaardetijd honderden miljoenen malen groter is dan de leeftijd van het universum.
Nikkel-58 ontstaat onder meer bij het radioactief verval van koper-58 en zink-59.
48Ni · 49Ni · 50Ni · 51Ni · 52Ni · 53Ni · 54Ni · 54mNi · 55Ni · 56Ni · 57Ni · 58Ni · 59Ni · 60Ni · 61Ni · 62Ni · 63Ni · 63mNi · 64Ni · 65Ni · 65mNi · 66Ni · 67Ni · 67mNi · 68Ni · 68m1Ni · 68m2Ni · 69Ni · 69m1Ni · 69m2Ni · 70Ni · 70mNi · 71Ni · 72Ni · 73Ni · 74Ni · 75Ni · 76Ni · 77Ni · 78Ni · 79Ni · 80Ni